# Tetrasarus albescens
Tetrasarus albescens là một loài bọ cánh cứng trong họ Cerambycidae.